# 宇部湾岸道路

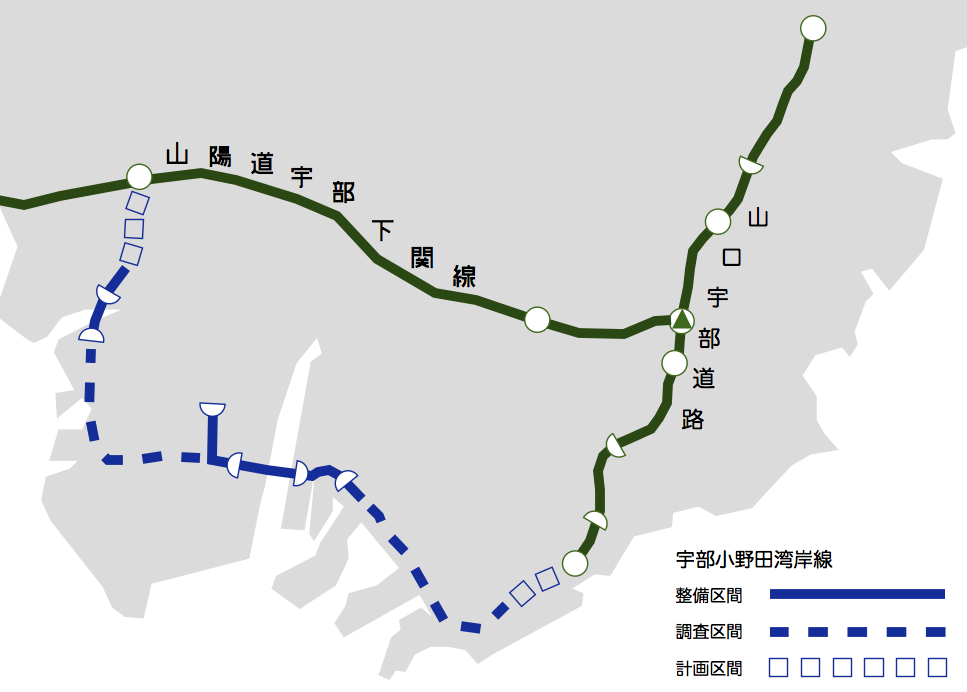

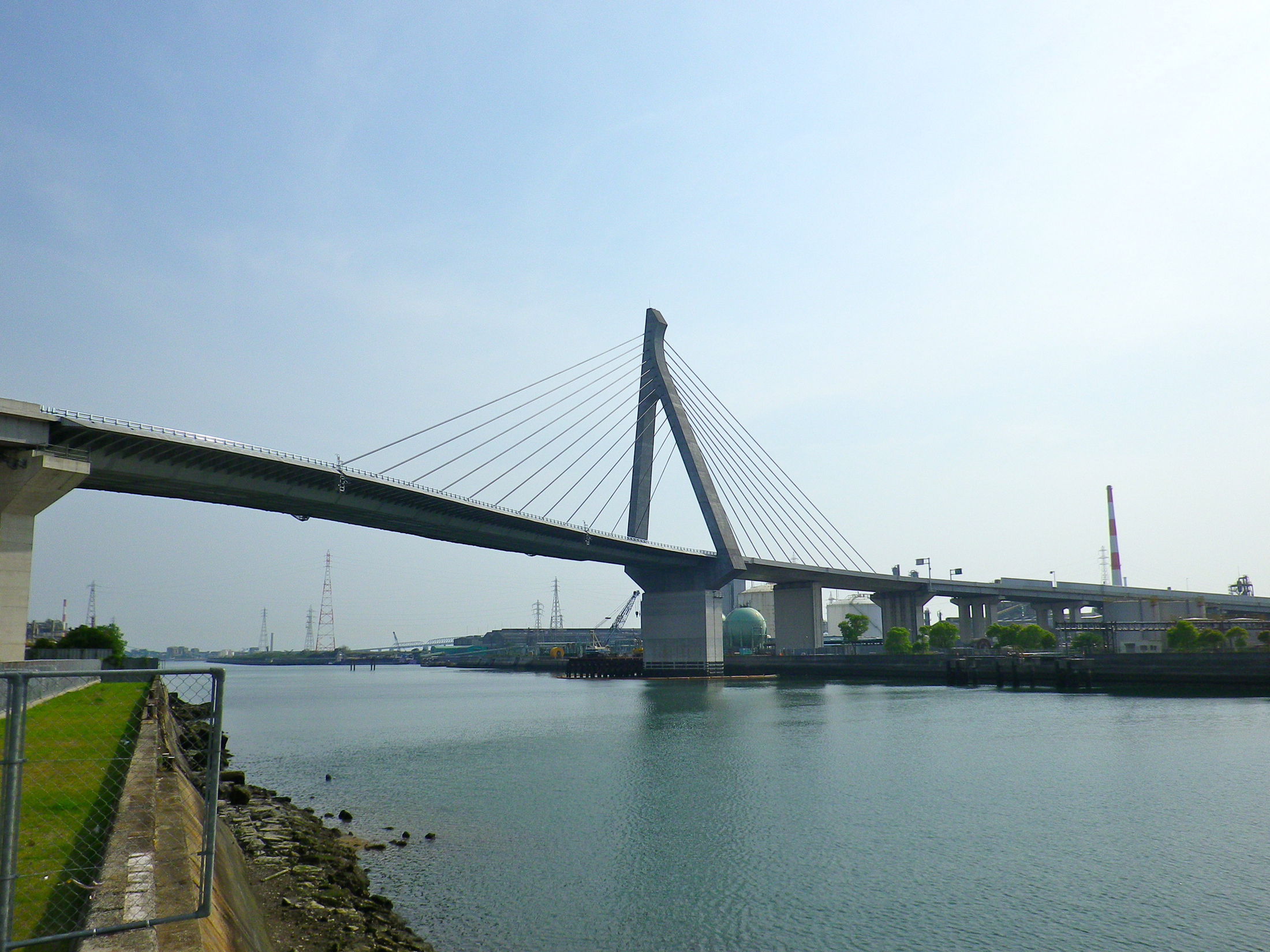
栄川運河橋

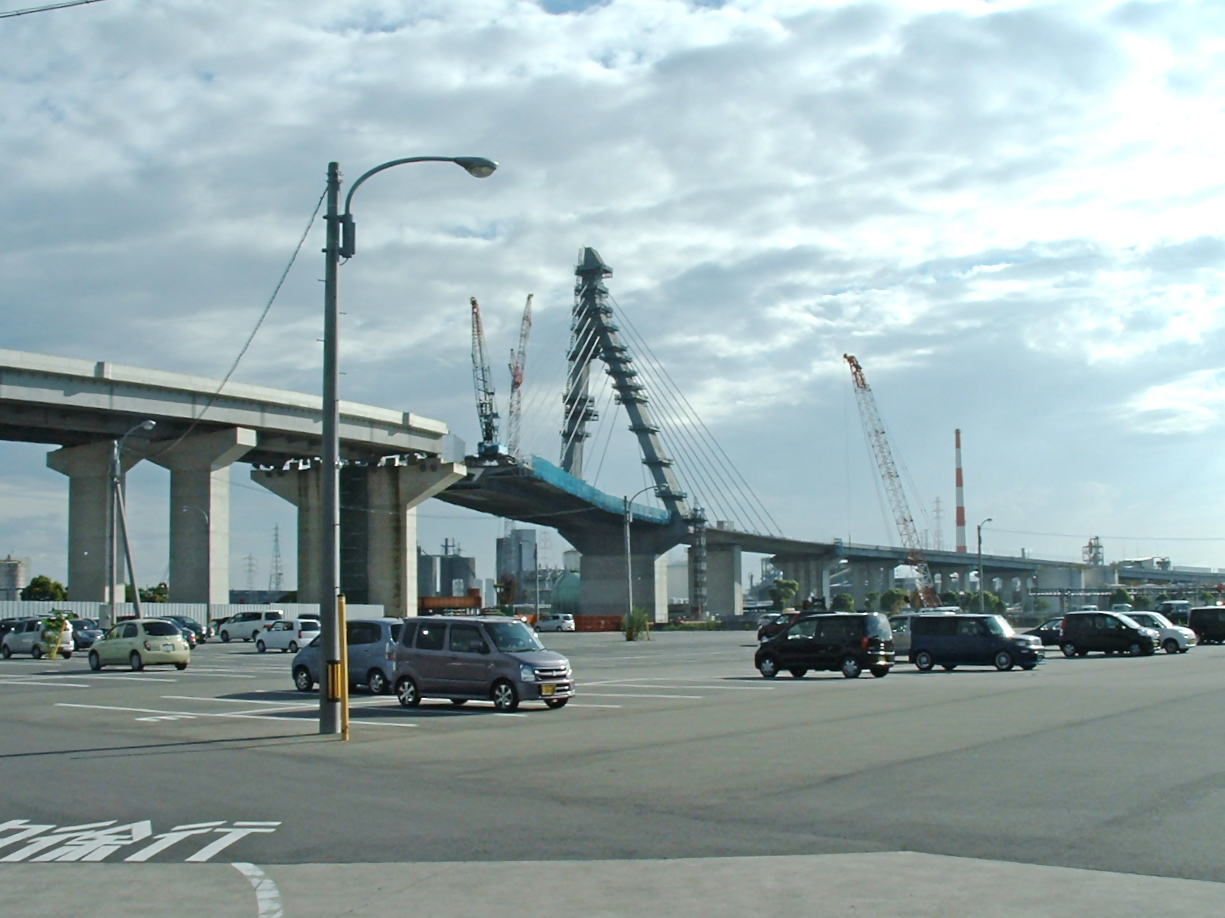
建設中の栄川運河橋

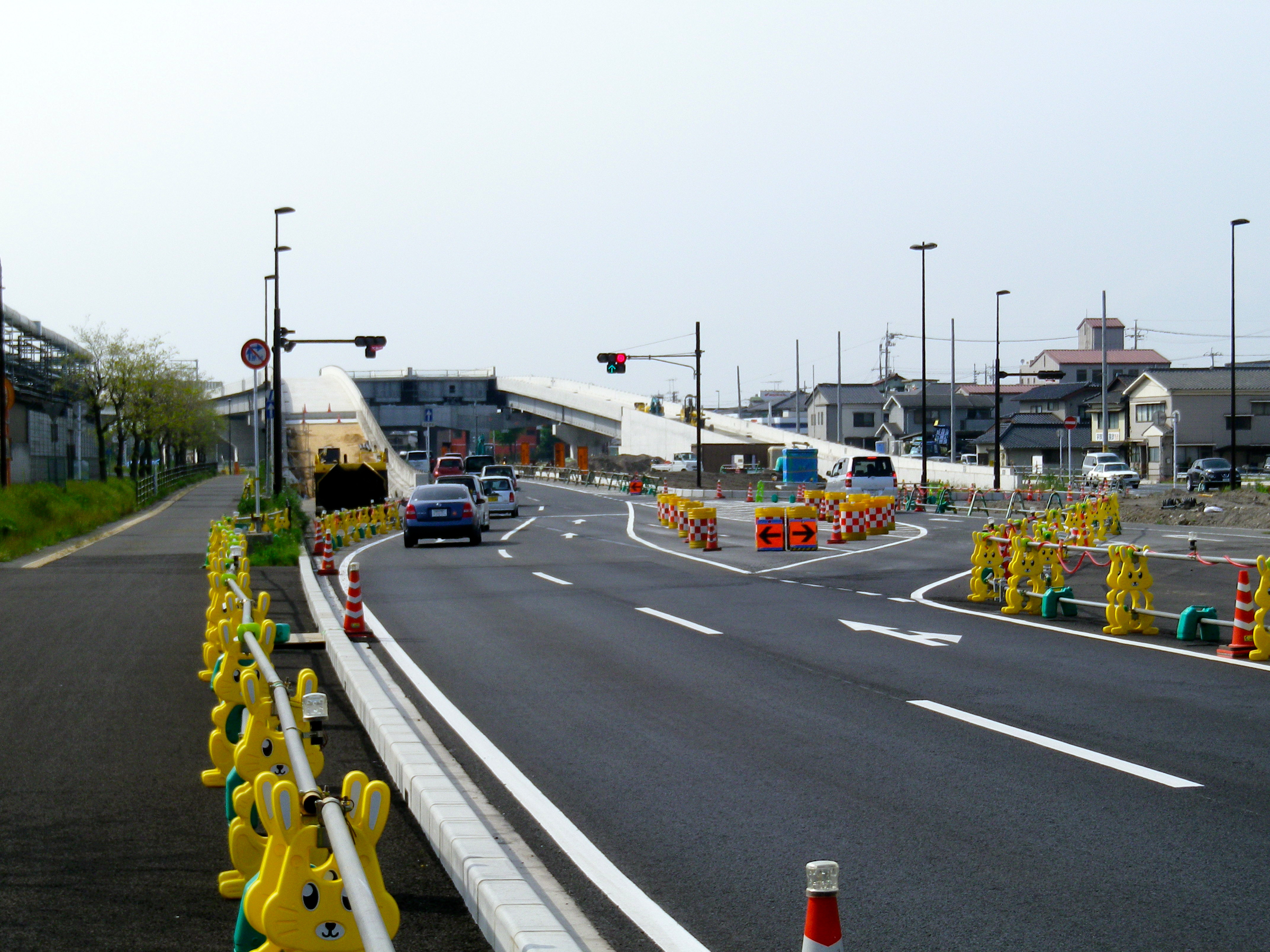
建設中の西中町IC

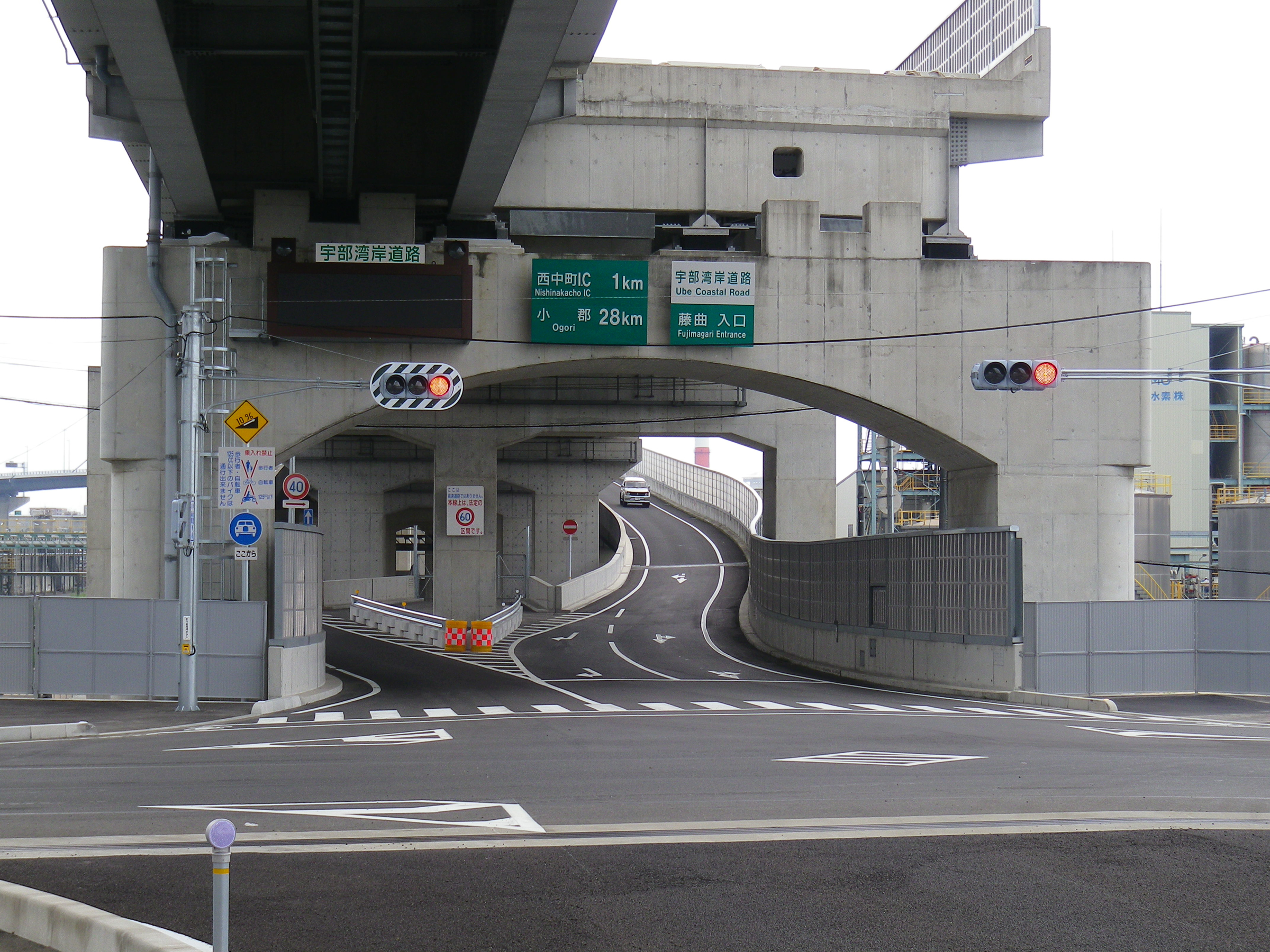
藤曲IC

宇部湾岸道路（うべわんがんどうろ、Ube Coastal Road）は、山口県宇部市岬町（山口宇部空港付近）から、宇部港などを経由して同市東須恵に至る道路（自動車専用道路）である。宇部市厚南地区で並行する街路部（一般道路部）についても本稿で取り扱う。
全線が地域高規格道路山口宇部小野田連絡道路の一部であり、本線部（高架部）が山口県道6号山口宇部線、街路部（一般道路部）が山口県道354号妻崎開作小野田線に指定されている。都市計画道路としての指定名は、本線部（高架部）が宇部湾岸線、街路部（一般道路部）が宇部駅波多野開作線である。
また、愛称は「宇部スカイロード」であり、一般公募により決められた。

## 概要
宇部市と山陽小野田市の中心部を結ぶ唯一の幹線道路である国道190号では、主要渋滞ポイントに位置づけられている藤山交差点、東割交差点、宇部西割交差点、宇部市流川交差点等で慢性的な渋滞が発生している。このうち藤山交差点は62,998台/日（2010年度）と、山口県内の交差点としては第1位の交通量であるほか、県内で3番目に混雑度が高い区間でもある。また、国道190号の中川交差点から流川交差点付近に至る区間は4車線道路でありながら中央分離帯が設置されておらず、歩道幅員も狭いため交通安全上の問題が発生している。
これら交通渋滞および交通安全対策のほか、山口宇部空港、宇部港、小野田港等への移動時間の短縮、宇部都市圏の連携強化、沿線の宇部市厚南地区南部の都市的土地利用の促進を目的として、1993年（平成5年）4月6日に、都市計画道路宇部駅波多野開作線の一部を計画変更し都市計画道路宇部湾岸線が都市計画決定された。翌1994年（平成6年）には地域高規格道路山口宇部小野田連絡道路の一部に指定され、1994年（平成6年）に地域高規格道路の整備区間（事業着手に向けて環境影響評価手続き、都市計画決定手続き、予備設計等を進める区間）の指定を受けた。
一方、2001年（平成13年）には国道190号等の渋滞対策や宇部小野田地域における高規格道路整備を目的に山陽自動車道宇部下関線が開通したものの、同路線は宇部市・山陽小野田市の両市街地北縁地域を通っていることもあり交通混雑の解消には至っておらず、宇部商工会議所等の地元経済団体からは引き続き宇部湾岸道路の整備を促進するよう要望が提出されている。
2007年（平成19年）12月5日に山口県道354号妻崎開作小野田線のバイパス道路として街路部（一般道路部）の一部（新中川橋交差点から第一原交差点までの区間）が開通し、国道190号流川交差点の渋滞が緩和された。2011年（平成23年）8月21日には厚東川大橋の迂回路となる本線部（高架部）の西中町IC - 藤曲IC間2.2 kmおよび街路部（一般道路部）0.7 kmが開通した。2013年（平成25年）3月24日、藤曲IC - 東須恵IC間3.8 kmが開通し、全線が開通した。総事業費は約860億円。
本路線の整備により、山口県下で最も交通量の多い国道190号厚東川大橋の1日あたりの交通量が64,300台から48,600台へ約2割（15,700台）減少し、宇部湾岸線（街路部含む）へ転換（18,600台）されたほか、主要渋滞ポイントが4地点から藤山交差点の1地点に減少し、藤山交差点の最大渋滞長も1,550mから500mに減少、西中町IC - 東須恵IC間の移動時間も開通前の15.6分から6.8分へ約6割（8.8分）減少するなど、国道190号の交通混雑が緩和され、市街地における交通の円滑化と地域間のアクセス強化が図られている。

### 路線データ
宇部湾岸道路
- 起点 : 山口県宇部市岬町（山口宇部空港付近）
- 終点 : 山口県宇部市東須恵（東須恵IC=国道190号）
- 延長 : 約10 km

### 都市計画道路指定
全線が都市計画道路に指定されている。指定名は、本線部（高架部）が宇部湾岸線、街路部（一般道路部）が宇部駅波多野開作線である。
宇部都市計画道路 1・4・2 宇部湾岸線
- 起点 : 山口県宇部市新町
- 終点 : 山口県宇部市大字東須恵
- 指定部分：全線
- 道路規格：第2種第1級
- 事業延長 : 6.0 km（うち東須恵ICロングランプ区間1.5km）
- 指定日：1993年（平成5年）4月6日
- 幅員：9.85 m - 19.45 m（3.5 m × 4）
- 設計速度 : 80 km/h

宇部都市計画道路 3・3・14 宇部駅波多野開作線
- 起点 : 山口県宇部市西宇部南
- 終点 : 山口県宇部市東須恵
- 指定部分：山口県宇部市妻崎開作（新中川橋交差点）から同市東須恵（第一原交差点）までの区間および同市藤曲（藤曲IC）から同市妻崎開作（新中川橋交差点）までの区間
- 道路規格：第4種第2級
- 事業延長 : 2.3 km
- 指定日：1956年（昭和31年）10月19日（最終変更：1993年（平成5年）4月6日）
- 幅員：9.5 m × 2
- 設計速度 : 50 km/h

## 歴史
- 1993年（平成5年）4月6日 : 宇部湾岸線都市計画決定[6]。
- 1994年（平成6年）12月16日 : 朝田IC - 小野田IC間（全長約40km）の地域高規格道路山口宇部小野田連絡道路が計画路線に指定[7]。
- 1995年（平成7年）4月28日 : 宇部市中央町 - 東須恵（東須恵IC）間5 kmが宇部湾岸道路として地域高規格道路の整備区間に指定[7]。
- 1997年（平成9年） : 着工。
- 1999年（平成11年）12月17日 : 宇部市岬町 - 中央町間5 kmが宇部湾岸道路として地域高規格道路の調査区間に指定[7]。
- 2001年（平成13年） : 宇部湾岸線都市計画変更（西中町ICの構造をセンターランプ形式からサイドランプ形式に変更[12]）。
- 2004年（平成16年）3月2日 : 宇部湾岸線都市計画変更（東須恵ICロングランプ区間と西中町IC - 新町IC区間を追加指定[12]）。
- 2007年（平成19年）12月5日 : 厚南地区の街路部（新中川橋交差点 - 第一原交差点間）が開通[13]。
- 2011年（平成23年）8月21日 : 西中町IC - 藤曲IC間、および新厚東川橋の街路部（藤曲IC - 新中川橋交差点間）が開通[14][15]。
- 2013年（平成25年）3月24日 : 藤曲IC - 東須恵IC間が開通[16][17]。

## 路線状況
2011年（平成23年）8月現在、本線（高架部）と街路部（一般道路部）の全線が開通している。なお、本線部は暫定2車線で開通しているが、道路構造上暫定施設のみの建設が困難である西中町IC - 藤曲IC間など一部区間では4車線分の構造物が建設されている。

### 道路施設

#### 主な橋梁
栄川運河橋
宇部港栄川運河を横断する。複合構造のS字型曲線斜張橋としては日本国内初である。

厚東川新橋
厚東川を横断する。一階部分が街路、二階部分が本線のダブルデッキ構造である。
- 状態 : 完成（暫定2車線）
- 橋梁：鋼9径間連続少数鈑桁橋
- 幅員：19.45 m（本線部：4車線完成時）、9.5 m（街路部：車道3.0 m × 2、自転車歩行者道3.5 m）

## 地理

### 通過する自治体
- 山口県
  - 宇部市

### 自然
- 梅田川
- 厚東川
- 中川

### インターチェンジ等
- 施設名欄の背景色が■の部分は供用されていない施設にあたる。供用前施設の名称は仮称。

| 施設名                                | 接続路線名                            | 起点から (km)                         | 備考                                     | 所在地 |
| ------------------------------------- | ------------------------------------- | ------------------------------------- | ---------------------------------------- | ------ |
| 山口宇部道路                          |                                       |                                       |                                          |        |
| 未定（宇部市西岐波上の原 - 同市岬町） | 未定（宇部市西岐波上の原 - 同市岬町） | 未定（宇部市西岐波上の原 - 同市岬町） | 未定（宇部市西岐波上の原 - 同市岬町）    | 宇部市 |
| 調査区間（宇部市岬町 - 同市中央町）   |                                       |                                       |                                          | 宇部市 |
| 新町IC                                | 宇部市道東海岸通り線                  |                                       | 調査区間。整備時期未定。都市計画決定済。 | 宇部市 |
| 西中町IC                              | 国道190号                             |                                       | 藤曲方面のみ接続                         | 宇部市 |
| 藤曲IC                                | 県道354号妻崎開作小野田線             |                                       | 藤曲方面のみ接続                         | 宇部市 |
| 妻崎開作IC                            | 県道354号妻崎開作小野田線             |                                       |                                          | 宇部市 |
| 東須恵IC                              | 国道190号                             |                                       |                                          | 宇部市 |
| 小野田湾岸道路（調査区間）            |                                       |                                       |                                          |        |

### 沿線の主な施設
- 宇部港
- UBE宇部本社
- 宇部市立原小学校
- 協和発酵キリン宇部工場
- チタン工業宇部開発センター
- チタン工業宇部工場
- チタン工業宇部西工場

## その他
宇部湾岸線の建設予定地には、渡辺翁記念会館等を手がけた村野藤吾の設計により建設された宇部工業会館（後の宇部興産本社旧館）が立地していたが、2000年（平成12年）に取り壊された。建物の解体工事に伴い、敷地内に植樹されていた20数本のクスノキやソテツ等は近隣の事業所に順次移植された。興産本社前交差点の角に残されていた最後のクスノキ2本のうち1本は、2010年（平成22年）に宇部市東吉部の精華学園高等学校に移植された。
終点となる東須恵ICは、宇部興産専用道路（現・宇部伊佐専用道路）を活用したロングランプとなったが、この区間の宇部興産専用道路沿線は住宅地となっており、元々宇部興産と地元住民の間で夜間の走行は行わないとする旨の協定が締結されていた。宇部湾岸線は一般道路であり、常時車両が通行することになるため、騒音を懸念する地元住民と山口県との間で協議が行われた。その結果、当初計画では宇部興産専用道路の4車線のうち東側の2車線を宇部湾岸線に転用し、西側の2車線は3車線に拡幅して宇部興産が使用する予定であったが、道路の拡幅は行わず、夜間騒音を抑える工法を採用して建設することを条件に合意した。
海沿いという風景の良さに加え、地元の協力により通行規制をかけやすいこと、高架構造のために一般の目に触れにくいことから、車のテレビCM撮影に使われている（具体的には、ダイハツ・キャストスポーツ、日産・セレナ／NV350キャラバンなど）。